# Philippe Omnès
Philippe Omnès (Parigi, 6 agosto 1960) è un ex schermidore francese, vincitore di una medaglia d'oro e di una di bronzo nella scherma ai giochi olimpici.

## Biografia
Ha partecipato a quattro edizioni dei giochi olimpici: Los Angeles 1984, Seoul 1988, Barcellona 1992 e Atlanta 1996.

## Palmarès
In carriera ha conseguito i seguenti risultati:
- Giochi olimpici

Los Angeles 1984: bronzo nel fioretto a squadre.
Barcellona 1992: oro nel fioretto individuale.
- Mondiali di scherma

Roma 1982: argento nel fioretto a squadre.
Losanna 1987: argento nel fioretto individuale.
Denver 1989: argento nel fioretto individuale e bronzo a squadre.
Lione 1990: oro nel fioretto individuale.
Budapest 1991: bronzo nel fioretto a squadre.
Essen 1993: bronzo nel fioretto individuale.
- Giochi del Mediterraneo

Atene 1991: argento nel fioretto individuale.